# الحدق

تعديل مصدري - تعديل

الحدق هي إحدى حارات مدينة رحاب بمحافظة إب، بلغ تعداد سكانها 456 نسمة حسب تعداد اليمن لعام 2004.